# 시편 96편
시편 96편은 96번째 시편이다.

## 개요
시편은 포로기 전후의 찬송가로 알려져 왔다. 새 노래로 시작하는 시편이 96편, 98편, 149편 세 편이 있고 그 중에 96편이 제일 먼저 수록 되어 있다."새로운 애정의 산물인 새 노래로 노래하라." 새 노래는 새로운 애정을 표현하기 위한 노래다. 새 노래는 새 계명의 노래, 곧 새 언약과 그 언약의 특권들에 대한 찬양의 노래이다. 이것이 바로 이방인들의 소명에 대한 예언이다. 저자는 시편에는 별도로 부기된 것이 없으나 다윗이 지어서 아삽과 그 형제들에게 부르게 한 찬송시인 역대상 16장23-33절과 동일한 것으로 보아 다윗의 시일 것이라고 본다. 가장 높으신 왕이신 하나님을 찬양하라고 모든 백성들, 전 우주, 모든 생명체들에게, 세계의 창조주이시며, 그의 백성들의 구주이시며, 유일하시고 참되신 하나님께 즐거운 찬양을 드리라고 요청하고 있다.

## 본문 내용
1. 새 노래로 여호와께 노래하라 온 땅이여 여호와께 노래할지어다
2. 여호와께 노래하여 그의 이름을 송축하며 그의 구원을 날마다 전파할지어다
3. 그의 영광을 백성들 가운데에, 그의 기이한 행적을 만민 가운데에 선포할지어다
4. 여호와는 위대하시니 지극히 찬양할 것이요 모든 신들보다 경외할 것임이여
5. 만국의 모든 신들은 우상들이지만 여호와께서는 하늘을 지으셨음이로다
6. 존귀와 위엄이 그의 앞에 있으며 능력과 아름다움이 그의 성소에 있도다
7. 만국의 족속들아 영광과 권능을 여호와께 돌릴지어다 여호와께 돌릴지어다
8. 여호와의 이름에 합당한 영광을 그에게 돌릴지어다 예물을 들고 그의 궁정에 들어갈지어다
9. 아름답고 거룩한 것으로 여호와께 예배할지어다 온 땅이여 그 앞에서 떨지어다
10. 모든 나라 가운데서 이르기를 여호와께서 다스리시니 세계가 굳게 서고 흔들리지 않으리라 그가 만민을 공평하게 심판하시리라 할지로다
11. 하늘은 기뻐하고 땅은 즐거워하며 바다와 거기에 충만한 것이 외치고
12. 밭과 그 가운데에 있는 모든 것은 즐거워할지로다 그 때 숲의 모든 나무들이 여호와 앞에서 즐거이 노래하리니
13. 그가 임하시되 땅을 심판하러 임하실 것임이라 그가 의로 세계를 심판하시며 그의 진실하심으로 백성을 심판하시리로다

### 히브리어 버전
| 절 | 내용                                                           |
| -- | -------------------------------------------------------------- |
| 1  | שִׁ֣ירוּ לַֽ֖יהֹוָה שִׁ֥יר חָדָ֑שׁ שִׁ֥ירוּ לַֽ֜יהֹוָ֗ה כָּל־הָאָֽרֶץ                          |
| 2  | שִׁ֣ירוּ לַ֖יהֹוָה בָּֽרֲכ֣וּ שְׁמ֑וֹ בַּשְּׂר֥וּ מִיּֽוֹם־לְ֜י֗וֹם יְשֽׁוּעָתֽוֹ                      |
| 3  | סַפְּר֣וּ בַגּוֹיִ֣ם כְּבוֹד֑וֹ בְּכָל־הָֽ֜עַמִּ֗ים נִפְלְאוֹתָֽיו                            |
| 4  | כִּ֥י גָ֘ד֚וֹל יְהֹוָ֣ה וּמְהֻלָּ֣ל מְאֹ֑ד נוֹרָ֥א ה֜֗וּא עַל־כָּל־אֱלֹהִֽים                    |
| 5  | כִּ֚י \| כָּל־אֱלֹהֵ֣י הָעַמִּ֣ים אֱלִילִ֑ים וַֽ֜יהֹוָ֗ה שָׁמַ֥יִם עָשָֽׂה                      |
| 6  | הוֹד־וְהָדָ֥ר לְפָנָ֑יו עֹ֥ז וְ֜תִפְאֶ֗רֶת בְּמִקְדָּשֽׁוֹ                                |
| 7  | הָב֣וּ לַֽ֖יהֹוָה מִשְׁפְּח֣וֹת עַמִּ֑ים הָב֥וּ לַֽ֜יהֹוָ֗ה כָּב֥וֹד וָעֹֽז                       |
| 8  | הָב֣וּ לַֽ֖יהֹוָה כְּב֣וֹד שְׁמ֑וֹ שְׂא֥וּ מִ֜נְחָ֗ה וּבֹ֥אוּ לְחַצְרוֹתָֽיו                      |
| 9  | הִשְׁתַּֽחֲו֣וּ לַֽ֖יהֹוָה בְּהַדְרַת־קֹ֑דֶשׁ חִ֥ילוּ מִ֜פָּנָ֗יו כָּל־הָאָֽרֶץ                      |
| 10 | אִמְר֚וּ בַגּוֹיִ֨ם \| יְה֘וָ֚ה מָלָ֗ךְ אַף־תִּכּ֣וֹן תֵּבֵ֣ל בַּל־תִּמּ֑וֹט יָדִ֥ין עַ֜מִּ֗ים בְּמֵֽישָׁרִֽים   |
| 11 | יִשְׂמְח֣וּ הַ֖שָּׁמַיִם וְתָגֵ֣ל הָאָ֑רֶץ יִרְעַ֥ם הַ֜יָּ֗ם וּמְלֹאֽוֹ                           |
| 12 | יַֽעֲלֹ֣ז שָׂ֖דַי וְכָל־אֲשֶׁר־בּ֑וֹ אָ֥ז יְ֜רַנְּנ֗וּ כָּל־עֲצֵי־יָֽעַר                        |
| 13 | לִפְנֵ֚י יְהֹוָ֨ה \| כִּ֬י בָ֗א כִּ֥י בָא֘ לִשְׁפֹּ֪ט הָ֫אָ֥רֶץ יִשְׁפֹּט־תֵּבֵ֥ל בְּצֶ֑דֶק וְ֜עַמִּ֗ים בֶּאֱמֽוּנָתֽוֹ |

## 저자
이 시편은 히브리어 원문 성경에 어떠한 표제어도 전혀 붙어 있지 않다. 하지만 고대 역문들(Septuagint, Vulgate, Aethiopic & Arabic Versions)은 다윗의 작품인 것을 인정하고 있다. 70역과 라틴어 역본인 불가타역에서는 다음과 같은 표제어가 이 시편에 붙어 있다. “포로 이후에 집을 세울 때, 다윗의 송시."
이러한 점을 미루어 볼 때 96편이 다윗의 시라는 데는 별로 이견이 없는듯하다. 박윤선 박사는 역대상 16장에 나오는 다윗이 아삽에게 준 시와 유사하다고 보며 다윗의 저작임에 틀림없다고 말한다. 정말로 이 시편은 언약궤가 시온 산에 옮겨졌을 때 불러졌으며 역대상 16장 22~33절에 기록되어 있는 찬송시의 부분과 거의 정확하게 일치를 하고 있다. 그래서 본래 이 시편이 위에서 언급된 경우에 사용하기 위해서 다윗에 의해 저작 되었으며, 그리고 이 시편이 역대상 16장 8~36절에 기록이 되어 있는 것은 이 시편이 제 2차 성전 봉헌식에 사용되기 위해 발췌되었을 가능성을 지니고 있다. 때문에 일부 주석가들은 본서의 저자를 다윗으로 단정한다. 그러나 원저자인 시를 후대의 누군가가 다시 수정하였을 가능성도 전혀 배제할 수 없다.

## 주제
본서는 창조주 하나님의 온 우주에 대한 주권적 통치를 노래하는 ‘신정시’이면서도 부분적으로는 메시야 왕국의 도래에 대하여 예원하는‘메시야 예언시’이기도 하다. 본 시는 신약에서의 언급이 없다. 하지만 칼빈, 행스텐베르그, 델리취 등은 본 시를‘메시야 시’로 해석하였다. 박윤선 박사 또한 이 시편의 주제를 ‘하나님의 통치를 찬송함’으로 보면서 장차 임할 여호와의 통치를 내다보는 메시야 시라고 했다. 칼빈은 본문을 이스라엘 분만 아니라 만민들을 향하여 ‘하나님을 찬양하라’고 권하는 메시야 왕국의 예언시라고 보았다. 엘런 로스는 말하기를 “모든 곳에 있는 사람들과 모든 자연의 요소들에 이르기까지 주님의 통치를 찬양하라고 요청하는 것이 본 시편이다”라고 했다. 저자인 시인이 거듭 말하고 있는 것이라면 바로 이 시의 중심 내용일 것이다.

## 배경
히브리 원전에서 본서의 명칭은 '테힐림(Tehillim)'이다. 그것은‘찬송’이라는 의미이다. 주요 헬라어 역본들은 이것을 ‘미즈모르(mizmor)', '노래’라는 또 다른 히브리어 단어로 번역한다. 헬라어역인 칠십인역에서는 “거문고에 맞추어 부르는 노래”라는 뜻인 ‘프살모스’(Psalmos)로 표기하고 있고, 라틴어역 에서도 그 영향을 받아‘프살모룸’이라 부르고 있다. 영어 성경의 Psalms 또한 거기서 유례된 것이며 한문 문화권에서는 한결같이 ‘시편’이라는 말을 쓰고 있다. 또 하나의 잘 알려진 영어 명칭인 ‘Paslter'는 70인역으로 알려진 헬라어역 사본인 A.D. 5세기의 알렉산드리아 사본에서 왔다. 이 사보은 시편에 대해 “현악기”라는 의미를 가진 'Psalterion'이라는 제목을 붙였다. 이 단어는 사실 시편의 헬라어 사본에서 “수금(lyre)"이라는 뜻의 히브리어 ‘키노르(kinor)'와 '네벨(nevel)'에 대한 번역어로 여러 번 등장하며 알렉산드리아 사본은 이것을 시편의 제목으로 격상시켰다. 히브리어 원전에서는 시편이 성문서(Kethubim)라고 하는 제 3 구분 첫머리에 배치되어 있다. 이것은 시편이 성문서 중 가장 중요시되었다는 사실을 말해 주고 있으며, 이것이 제 3 구분에 있는 것은 그 편집이 후대에 이루어졌다는 사실을 암시한다. 현행 시편은 전 5권으로 구성되어 있는데 각 권 사이에 두드러진 특징이 있는 것은 아니다. 5권의 구분을 통하여 시편이 모세 오경과 상응하는 책으로서 새로운 하나님의 말씀이라는 점을 시사한다. 그래서 유대교 전통에서는 “모세는 이스라엘에게 다섯 권의 책을 주었고 다윗은 이스라엘에게 다섯 권의 시편을 주었다”고 말한다. 모세오경에 비교되는 시편의 다섯 권의 구조는 시편의 지위를 정경의 일부로 확립하거나 확인시켜 주려는 의도를 가지고 있었다고 볼 수 있다. 5권의 시편 구분 중 96편은 제 4권에 속하며 제 4권은 90~106편으로 총 17편으로 이루어져 있다. 하나님의 우주적인 통치하는 시편이 많으며 93~100편에는 “여호와께서 통치하시니”라는 표현이 자주 등장한다. 제 4권을 시작하는 시편 90편은 하나님께서 오랜 세월 동안 이스라엘의 강력하고 안전한 피난처가 되셨음을 입증하는 “하나님의 사람”모세의 글이다. 이 시는 여호와께서 다윗 언약을 파기하신 것이 이스라엘의 잘못 때문이라는 사실을 전혀 언급하지 않았던 시편 89편과 달리 겸손하고 고백적인 마음을 토로한다. 시편 89편이 다윗 언약의 실패에 관한 내용을 언급한 이후에 시편 90편은 그 원인이 하나님께 있는 것이 아니라 이스라엘에게 있다는 사실을 인정한 모세의 기도인 것이다. 월슨이라는 학자는 제 4권이 시편의 최종 편집에 있어서의 핵심적인 내용이라고 말한다. 그는 이것이 다윗 언약에 대해 확인하고 있다고 믿는다. 하지만 하젤 불록은 이 부분의 편집에는 다른 목적이 있다고 말한다. 즉 완전히 실패한 다윗 언약으로부터 아브라함 언약과 모세 언약, 특히 모세 언약으로 관심을 돌리게 하려는 목적이 있다는 것이다. 사실 모세의 이름은 시편 90~106편 사이에 7번 등장한다. 시편 90편에는 이 절망한 나라에 희망을 가져다 줄 한 사람을 소개하는 음성을 들을 수 있다. 모세는 죽었으나 이 시를 통하여 이스라엘을 위하여 기도한다. 다윗 언약으로부터, 그리고 사라진 왕조로부터의 전환에 관한 내용은 시편 제 4권이 초점을 맞추고 있는 “여호와 왕권”에서 발견된다.시편 96편은 시편 중 제 4권에 속하면서 그 중 95~100편으로 이루어져 있는 신정시에 포함된다. 95~100편 사이에는 선민 이스라엘 역사를 중심으로 이 땅의 전 역사를, 나아가 전 우주를 다스리시는 신정사상을 찬양 선포하는 신정시들이 연속되어 나온다. 한편 이 신정시 모음집 이외에도 시편 전체에 걸쳐서 20, 47, 89, 93, 101, 132, 144편, 총 7편의 신정시들이 추가로 포함되어 있다. 신정시란 절대 주권자이신 하나님이 구속사를 그 근간으로 하여 창조자와 구속자로서 우주와 역사에 대해 베푸시는 경륜과 섭리와 관련된 신정 사상을 노래하는 시이다. 신정시 모음집의 6편의 시들도 우주와 역사를 당신의 거룩한 성품과 공의에 따라 선하게 섭리하시는 절대 주관자 하나님께 대한 세계 만민의 찬양의 당위성과 만민 중에 특별히 선민 이스라엘을 먼저 구약 시대 구속사 전개의 통로로 삼으시고 장차는 세계 열방 모두가 아브라함의 하나님의 백성이 되게 하시는 신 ․ 구약 전시대의 구속사를 진행해 나가시는 하나님의 구속 경륜을 노래하고 있다. 이러한 신정시 모음집의 95~100편을 구속사적 관점에서 조망해 볼 때 우리는 다음과 같은 몇 가지 구속사적 기본 명제들을 정리해 볼 수 있다. 첫째, 전 우주와 세계 역사는 절대자와 초월자이시며 창조주이신 여호와 하나님의 절대 주권에 의해 섭리 ․ 운행된다. 둘째, 세계 역사는 만대의 택한 영혼들의 구원을 위해 구속의 주체이신 절대자 하나님이 진행시키고 계시는 구속사를 중심으로 태초에서 종말로 직선적으로 이어지며 태초에 시작된 것과 마찬가지로 종말에 반드시 끝나는 유한성을 가지고 있다.셋째, 태초 아담의 범죄 이래 인간은 물론 전 우주가 원죄와 자범죄로 오염되어 창조 당시의 성결성과 순수성을 상실하였으며 이로 인해 세계는 심판자이신 하나님의 진노 아래 놓여 종국적인 멸망을 기다리는 상태에 놓이게 되었다. 넷째, 절대 공의이시며 또한 절대 사랑이신 여호와 하나님은 종국적인 멸망 상태에 있는 세계를 그냥 방치하지 아니하시고 태초 아담의 타락 직후 택한 성도 만인의 구원을 예수 구속의 법을 주시고 태초부터 대종말까지 일직선상으로 한 순간의 단절도 없이 구속사를 지행시키고 계시므로 구속사는 절대 연속성을 갖는다. 다섯째, 구속사의 궁극적 주체이신 여호와 하나님께 대한 바른 자세 여부가 곧 선 ․ 악의 기준이며 나아가 이는 단순한 도덕의 문제가 아니라 우리 인간의 전존재의 영복과 영벌을 결정하는 절대 유일의 기준이다. 위와 같은 내용을 미루어 볼때 96편은 일관된 찬양의 촉구를 통하여 여호와 하나님의 절대성과 초월성, 거룩성 및 공의성 등의 성품에 대해 나타나 있다. 그리고 하나님은 이러한 사실을 당신의 구속주와 심판주로서 갖는 사랑과 공의의 품성, 또 은혜와 구원을 보여 주는 역사와 공의와 심판을 보여 주는 역사를 통하여 충분히 게시하여 보여 줌으로써 자유의지를 가진 존재인 인간이 자발적으로 당신을 경외할 수 있게 하셨다. 특별히 이 시편은 시편 93~99편에 자주 증장하는 “여호와께서 통치하시니”(93:1, 97:1, 99:1)의 주제를 노래하는 시편 중의 하나다. 하나님께서 이스라엘을 구원하는 가운데 드러난 하나님의 왕권과 창조 세계에 대한 통치를 강조하는 시편들이다. 특별히 시편 96편은 98편과 많은 용어들과 주제를 공유하고 있는데 특별히 시작과 끝은 매우 유사하다. 다른 인근하는 시편들과도 많은 용어들과 주제를 공유하면서 하나님의 우주적이고도 의로운 통치를 강조한다.

## 구조
1. 찬양에 대한 요구 96:1-9
  1. 본문에는 하나님을 찬양하는 요구가 주어지고 있다.
  2. 우리는 여기에서 하나님께 영광을 돌리도록 요구받는다.
    1. 노래를 통해서(1,2절)
    2. 설교를 통해서(3절)  3) 경건한 예배를 통해서(7-9절)

  3. 여기에서는 하나님께 영광을 돌리는 내용들이 언급되고 있다.
    1. 여호와는 광대하심
    2. '존귀와 위엄
    3. 영광의 광채
    4. 능력과 아름다움
    5. 사랑과 반석이심
2. .하나님의 보편적인 통치와 심판 96:10-13복음을 열방들에게 전파할 사람들에게 여러 교훈이 주어진다.
  1. 그들은 여호와 하나님이 통치하시며, 하나님께서 그의 거룩한 산 시온에 두시기로 결정하신 왕, 곧 주 그리스도께서 통치하신다는 사실을 전파해야 한다.
  2. 그들은 그리스도의 왕국이 세상을 행복하게 만들 것이라고 전파해야 한다.
  3. 그리스도의 통치가 정당하고 의롭다는 것을 전파해야 한다(13절).
  4. 그들은 그의 임재가 임박했으며 이 왕, 곧 이 심판자가 문 앞에 서 계시다는 것을 전파해야 한다.
  5. 그들은 메시야와 그의 손에 들린 위대한 진리를 기뻐하도록 사람들을 청해야 한다(11,12절).
    1. 메시야의 날들은 기쁜 날들이다.
    2. 그리스도와 그의 왕국을 환영하는 것은 우리들 각자의 의무다.
    3. 모든 피조물은 그리스도의 왕국이 세워지는 것을 기뻐해야 한다.

## 특징
이 시는 찬미의 노래이다. 거기에 10절 이하에서 여호와의 즉위식 노래 형식을 취하고 있다. 또한 본시는 처음부터 끝까지 시종일관 온 우주의 통치자되시는 하나님께 대한 우주적이며 감격적인 찬양에의 권고로 그 내용을 채우고 있는데 찬양의 내용에 따라 다음 세 단락으로 구분된다. 전반부 1~6절은 온 세상을 창조하신 하나님께서 대한 찬양 권고이다. 중반부 7~10절은 온 세상의 통치자되시는 하나님께 대한 찬양 권고이다. 후반부 11~13절은 온 세상의 심판주되시는 하나님께 대한 찬양 권고이다. 특히 시인은 본시에서 찬양과 영광 받으시기에 합당하신 하나님을 구원자이며(2절), 창조자시고(5절), 모든 신들보다 가장 뛰어나신 분이며(4 ,6절) 만국을 통치하시는 분이요(10절) 공의로운 판단자(13절)로 묘사하고 있는데, 그 중에서도 만민을 공평히 판단하실 심판자로서의 하나님에 대한 언급은(10~13절) 만왕의 왕 메시야의 재림을 통해 이루어질 우주적이고 최종적인 공의의 심판과 메시야 왕국의 완성에 대한 예언 구절로 해석된다. 이상에서 보듯 시인은 하나님이 천지 만물의 창조자요 통치자이시며 장차 이 세상을 심판하실 자임을 들어 그의 피조물인 하늘과 땅, 바다 그리고 그 가운데 거하는 모든 것들(11, 12절)에게 하나님께 한 목소리로 우주적 찬양을 드리라고 요청하고 있다. 이는 비단 인간 분 아니라 하나님의 지으신 자연 만물의 본분이 하나님께 찬양과 영광을 돌리는데 있음에 근거한 요청이라고 할 수 있다. 또한 이 시의 중심은 내림하시는 하나님이다. 역사적으로 종말에 오시는 하나님에 대한 찬미의 노래이다. 이 시는 이러한 노래의 유형이 제 2 이사야의 경우와 같이 역사적 종말적인 의미로 전용된다는 것을 잘 보이고 있다. 1절의 ‘새 노래’도 이러한 종말에 하나님의 도래를 영접하는 노래라고 생각할 수 있다. 기자는 여호와를 향하여 새 노래를 부르라고 축구하고, 온 땅이여 여호와를 찬미하라고 촉구한다. 그 이름을 찬미하며 매일 그 구원을 전하라고 촉구한다. 그 이유는 여호와는 천지를 창조하신 자, 참되신 하나님이기 때문이다. 그분은 여러 국민에 의해 영광 받으셔야 할 하나님이시기 때문일뿐더러, 더욱이 결정적으로 이 땅을 심판하실 왕으로서 내림하시고자 하기 때문이다. 여기 심판의 하나님을 기쁨으로 영접할 수 있는 것, 그곳에 하나님에 대한 절대의 신뢰가 있는 것이다. 특히 시인은 ‘새 노래’로 여호와 하나님께 노래하자고 하는데(1절) ‘새 노래’란 하나님의 구원의 은총을 깨닫는 자가 새로운 마음으로 부르는 찬송을 가리킨다. 비록 지금은 우주 만물이 아담의 타락 이래 하나님의 저주 아래 놓여 말할 수 없는 탄식과 고통을 겪고 있지만 장차 그리스도께서 재림하시는 날 만물을 새롭게 회복하실 터인즉 그때 천지 만물 온 우주가 새 노래로 하나님을 찬양하는 장면을 그 모습은 상상만 해도 감격적이다. 한편 이러한 본시는 하나님의 구원과 통치의 대상이 이스라엘 민족 뿐만 아니라 온 세계를 포괄하고 있음을 보여줌으로써 만민 구원사상을 시사하고 있다는 의의를 지닌다.

## 같이 보기
- 시편